# Franz Hillinger
Franz Hillinger, född 1895 i Nagyvárad (idag Oradea), död 1971 i New York var en arkitekt verksam främst i Berlin och Turkiet. Han arbetade tillsammans med Bruno Taut i flera projekt, bland annat Wohnstadt Carl Legien, idag del av världskulturarvet Berlins modernistiska bostadsområden.

## Biografi
Hillinger föddes i det dåvarande Ungern och var soldat i första världskriget. Efter kriget förvägrades han som jude att studera vid universitetet i Budapest. Han studerade arkitektur vid Technische Hochschule i Berlin-Charlottenburg 1919-1922. 1924 blev han chef för GEHAG:s arkitektbyrå och arbetade där tillsammans med Bruno Taut och Martin Wagner. Hillinger och Taut skapade bland annat världsarvet Wohnstadt Carl Legien - Hillingers mest betydelsefulla arkitektoniska bidrag. 
Han verkade sedan som docent på Technische Universität Berlin men tvingades sedan bort av nazisterna, först från GEHAG och fick senare yrkesförbund. Hillinger emigrerade till Turkiet och senare anslöt sig hans fru och barn. Hans bror blev mördad i Auschwitz. Hillinger arbetade som lärare och arkitekt, 1940-1943 ledde han arkitekturskolan i Ankara. Han arbetade åter med Taut. Senare emigrerade Hillinger till USA.